# Brouwerij Bayard
De Brouwerij Bayard nv is een voormalige brouwerij in het Belgische Dendermonde en was actief tussen 1923 en 1955.

## Bieren[1]
- 1e Kategorie
- Bayard Pils
- Bob's Ale
- Bock
- Bock Bayard
- Bruin
- Dubbel Bier
- Export
- Gerst
- Lambic
- Munich
- Oud-Ale
- Pale-Ale
- Pater Bayard
- Pater Bier
- Pils Bayard
- Speciale Bob's Bayard